# Klaus Stockmann
Klaus Stockmann (* 22. November 1938 in Kiel; † 2014) war ein deutscher Boxer.

## Leben
Als Amateur boxte Stockmann für die Turn- und Sportvereinigung Gaarden, sein dortiger Trainer war Winfried Priess. Im April 1961 gab Stockmann seinen Einstand als Berufsboxer. Ende November 1963 bot sich dem bis Kieler, der bis dahin 13 Siege und zwei Unentschieden erreicht hatte, die Gelegenheit, gegen Heini Meinhardt um den deutschen Meistertitel im Mittelgewicht zu kämpfen. Stockmann verlor den in der mit 8000 Zuschauern ausverkauften Kieler Ostseehalle ausgetragenen Kampf durch Abbruch in der neunten Runde. Rechtsausleger Stockmann hatte sich im Kampfverlauf eine Lippenverletzung zugezogen, die stark blutete. Der beruflich als Bademeister tätige Kieler bestritt Anfang Februar 1965 erstmals einen Kampf im Ausland, unterlag in Italien aber dem Argentinier Carlo Duran nach Punkten.
Im November 1965 forderte Stockmann, der mittlerweile vom Hamburger Trainer Kuddl Schmidt betreut wurde, in Kiel den deutschen Mittelgewichtsmeister Jupp Elze heraus, nachdem das Duell zu einem früheren Termin kurz vor dem Kampf geplatzt war. Stockmann bestimmte das Duell über acht Runden und brachte mehrfach seinen gefährlichen linken Haken ins Ziel, ihm fehlte nach Einschätzung seines Trainers jedoch in den drei nachfolgenden Runden die Cleverness, der ausgelaugte Kieler verlor gegen Elze durch Abbruch in der zwölften Runde.
Auch seine dritte und vierte Titelgelegenheit konnte Stockmann nicht nutzen: Mitte Oktober 1964 verlor er den Kampf um die deutsche Meisterschaft im Halbschwergewicht gegen Lothar Stengel sowie im November 1969 wieder im Mittelgewicht gegen Hans-Dieter Schwartz.